# Seomyeon (metrostation)
Seomyeon is een ondergronds metrostation aan Lijn 1 en Lijn 2 van de metro van Busan. Het is een belangrijk overstappunt. De naam verwijst naar de zakenwijk Seomyeon in stadsdeel Busanjin-gu. Het metrostation werd in mei 1987 geopend.
Er is een ondergrondse verbinding met het warenhuis Lotte en het ondergrondse winkelcentrum Daehyun.